# Монарх-довгохвіст чорний
Монарх-довгохвіст чорний (Terpsiphone atrocaudata) — вид горобцеподібних птахів родини монархових (Monarchidae). Мешкає в Східній Азії.

## Опис

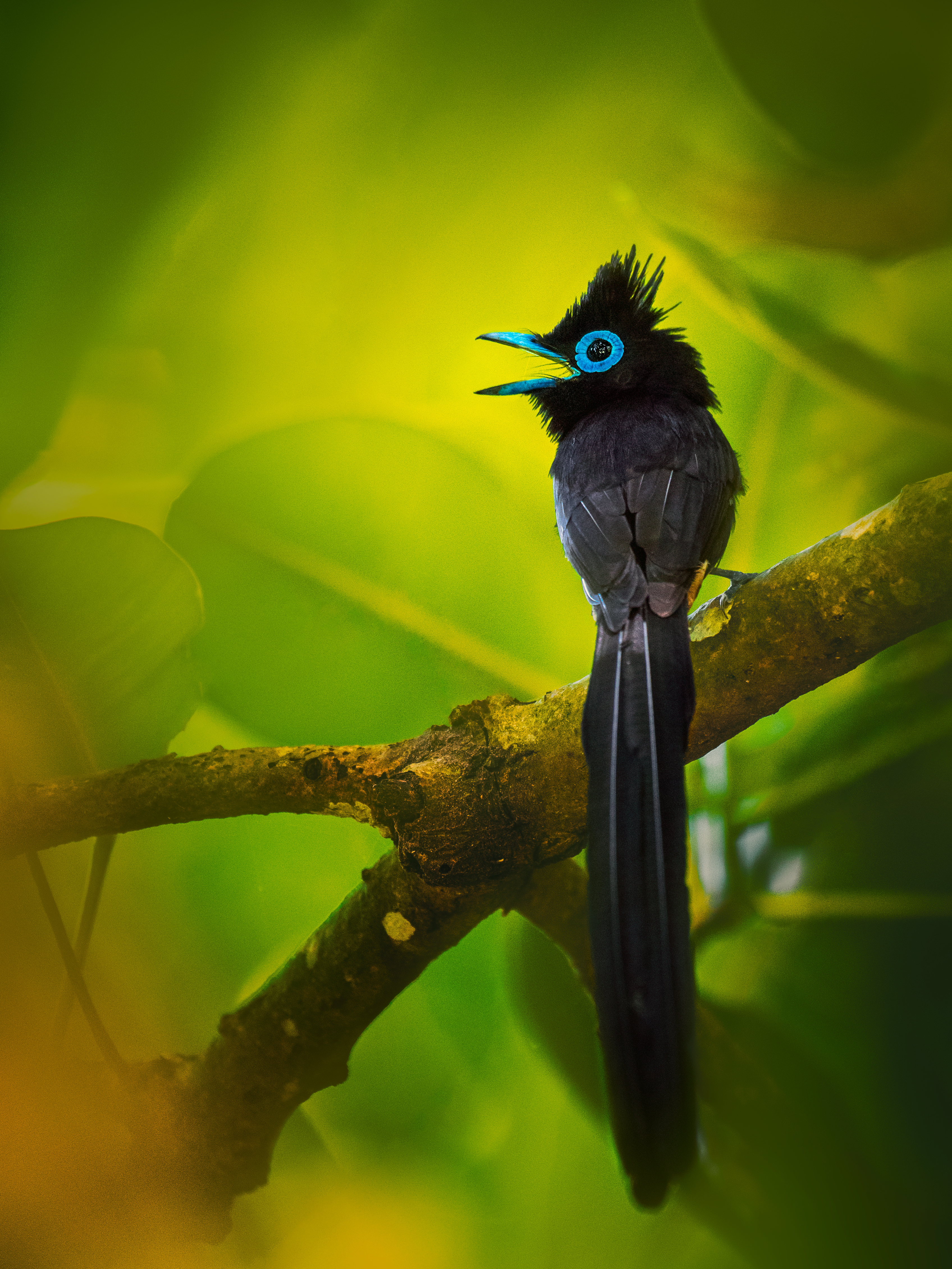
Чорний монарх-довгохвіст (Баско, Батанес, Філіппіни))

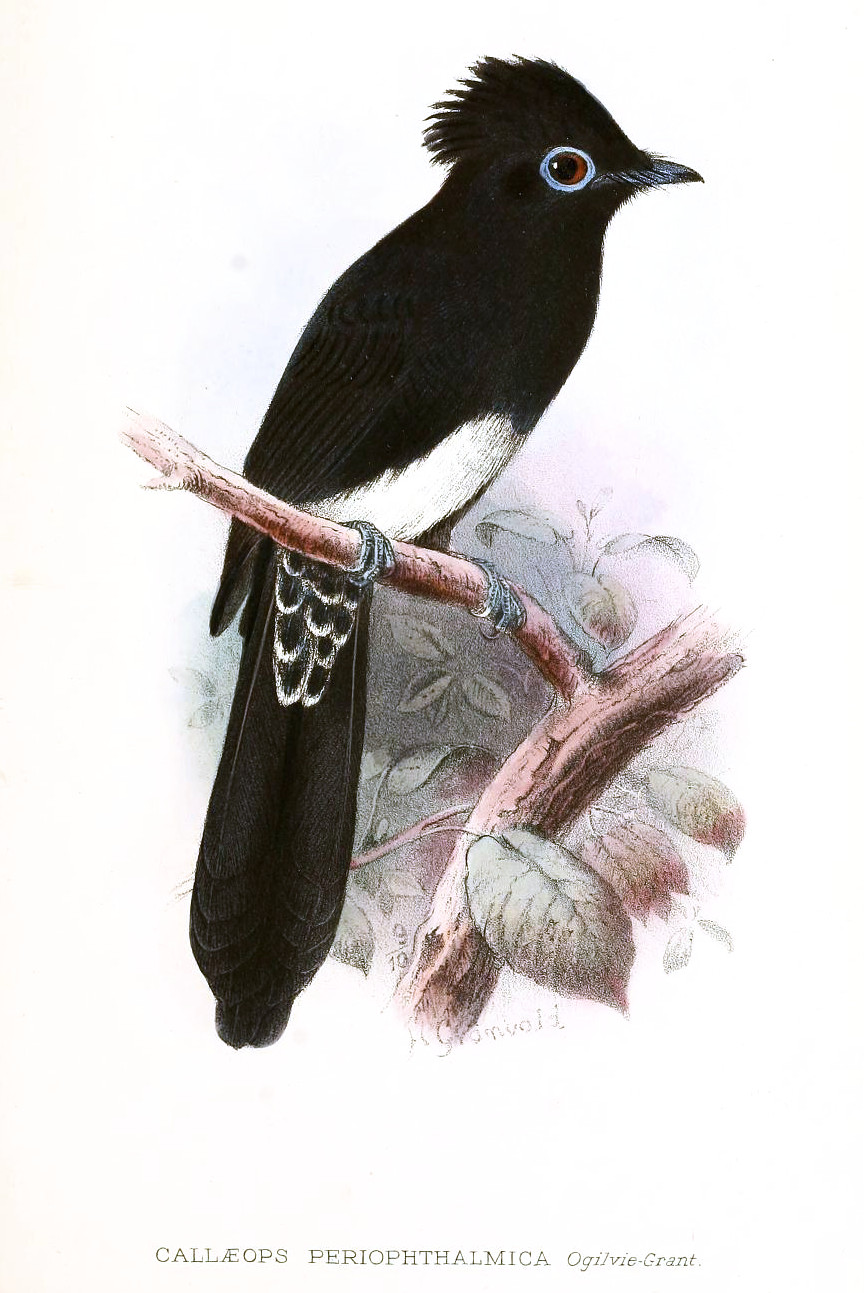
Чорний монарх-довгохвіст (підвид T. a. periophthalmica)

Довжина самців становить 35-45 см, враховуючи довгий хвіст, довжина самиць становить 17-18 см, вага 18-19 г. Виду притаманний статевий диморфізм. У самців голова чорна з фіолетовим відблиском, груди чорнувато-сірі, нижня частина тіла білувата, верхня частина тіла рівномірно темно-каштанова або бордова. Хвіст чорний, центральні стернові пера видовжені. На відміну від споріднених видів, у самців чорних монархів-довгохвостів відсутня біла морфа. Самиці мають подібне до самців забарвлення, однак дещо менш яскраве, верхня частина тіла у них темно-коричнева. Очі чорні, навколо очей сині кільця. Дзьоб короткий, синій, лапи чорні. Представники підвиду T. a. illex мають менші розміри і темніше забарвлення, ніж представники номінативного підвиду. У представників підвиду T. a. periophthalmica верхня частина тіла повністю чорна з пурпуровим відблиском, лише живіт білий.

## Підвиди
Виділяють три підвиди:
- T. a. atrocaudata (Eyton, 1839) — центральна і південна Корея, Японія (Кюсю, Сікоку, південне і центральне Хонсю), Тайвань. Зимують на Малайському півострові і Суматрі;
- T. a. illex Bangs, 1901 — острови Рюкю (південна Японія);
- T. a. periophthalmica (Ogilvie-Grant, 1895) — острови Ланьюй і Батан[en]. Зимують на півночі і заході Філіппінського архіпелагу (Лусон, Міндоро, Палаван та сусідні острови)

## Поширення і екологія
Чорні монархи-довгохвости гніздяться в Японії, Південній і Північній Кореї, на Тайвані та на Філіппінах. Взимку вони мігрують до Філіппін, Малайзії, Індонезії і південного Таїланду. На міграції регулярно трапляються в Східному Китаї та Індокитаї, бродячі птахи спостерігалися на Далекому Сході Росії. Популяція Тайваню є осілою. Чорні монархи-довгохвости живуть в широколистяних помірних лісах і вічнозелених субтропічних лісах, на плантаціях і в садах, на висоті до 1000 м над рівнем моря. Живляться комахами, яких ловлять в польоті. Сезон розмноження в Японії триває з кінця травня по серпень.

## Збереження
МСОП класифікує стан збереження цього виду як близький до загрозливого. Чорним монархам-довгохвостам загрожує знищення природного середовища в місцях їх зимівлі.